# Ronel
Ronel is een plaats en voormalige gemeente in het Franse departement Tarn in de regio Occitanie en telt 200 inwoners (2004). De plaats maakt deel uit van het arrondissement Albi. Ronel is op 1 januari 2019 gefuseerd met de gemeenten Roumégoux, Saint-Antonin-de-Lacalm, Saint-Lieux-Lafenasse, Terre-Clapier en Le Travet tot de gemeente Terre-de-Bancalié. 

## Geografie
De oppervlakte van Ronel bedraagt 9,8 km², de bevolkingsdichtheid is 20,4 inwoners per km².
De onderstaande kaart toont de ligging van Ronel met de belangrijkste infrastructuur en aangrenzende gemeenten.

## Demografie
Onderstaande figuur toont het verloop van het inwonertal (bron: INSEE-tellingen).